# Poblado C-21 Licenciado Benito Juárez García
Poblado C-21 Licenciado Benito Juárez García är en ort i Mexiko.   Den ligger i kommunen Cárdenas och delstaten Tabasco, i den sydöstra delen av landet, 600 km öster om huvudstaden Mexico City. Poblado C-21 Licenciado Benito Juárez García ligger 12 meter över havet och antalet invånare är 2 294.
Terrängen runt Poblado C-21 Licenciado Benito Juárez García är mycket platt. Runt Poblado C-21 Licenciado Benito Juárez García är det ganska tätbefolkat, med 129 invånare per kvadratkilometer. Närmaste större samhälle är C-32, 12,7 km sydost om Poblado C-21 Licenciado Benito Juárez García. Trakten runt Poblado C-21 Licenciado Benito Juárez García består till största delen av jordbruksmark.